# Lupeni 29

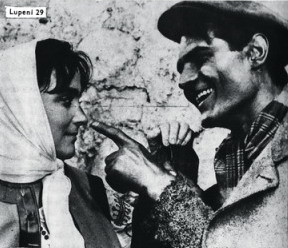
Lica Gheorghiu în Lupeni 29.

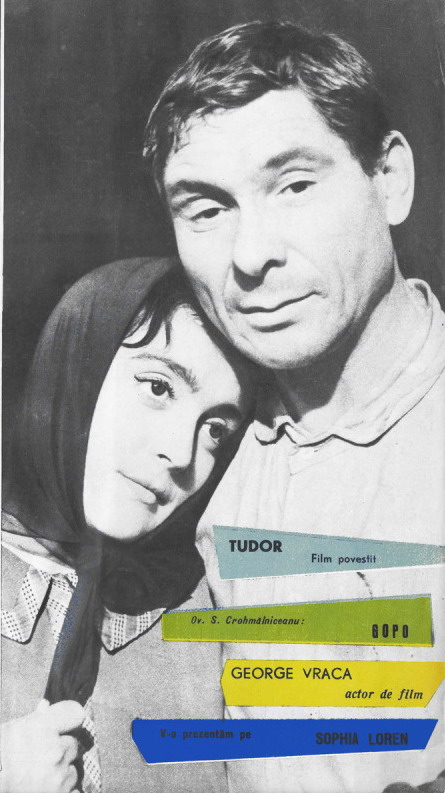
Lica Gheorghiu și Colea Răutu în Lupeni 29.

Lupeni 29 este un film românesc din 1962 regizat de Mircea Drăgan. Rolurile principale au fost interpretate de actorii Lica Gheorghiu, Colea Răutu și George Calboreanu. A primit Premiul de Argint la a treia ediție a Festivalului Internațional de Film de la Moscova.

## Distribuție
- Lica Gheorghiu
- Colea Răutu — miner grevist
- George Calboreanu
- Ștefan Ciubotărașu
- Ilarion Ciobanu
- Costel Constantinescu
- George Măruță
- Fory Etterle
- Toma Dimitriu
- Victor Ronea
- Sandu Sticlaru
- Boris Ciornei
- Dinu Gherasim
- George Motoi
- Constantin Rauțchi
- Dumitru Furdui
- Mircea Constantinescu

## Primire
Filmul a fost vizionat de 4.003.988 de spectatori în cinematografele din România, după cum atestă o situație a numărului de spectatori înregistrat de filmele românești de la data premierei și până la data de 31 decembrie 2014 alcătuită de Centrul Național al Cinematografiei.